# アダプティブ・インサイツ
アダプティブ・インサイツ（英: Adaptive Insights、旧名：アダプティブ・プランニング）は、米国カリフォルニア州に本社を置く、企業業績管理（CPM）ソリューションを中心としたクラウドコンピューティング・サービスの提供企業である。予算管理アプリケーションの「アダプティブ・プランニング」
をインターネット経由で提供している。2003年3月に設立された。2010年2月には日本法人が設立され、伊藤忠商事が日本での販売代理店契約を締結していた。

## 設立
アダプティブ・インサイツ（旧名：アダプティブ・プランニング）は、2003年にロバート・S・ハルとリチャード・L・デリンジャーの共同出資によって、予算策定、フォーキャスティング、経営会議資料作成のためのクラウドベースのソフトウェア開発・販売を目的に設立された。
2013年10月、ベンチャーキャピタルからの約45億円の増資を受ける。

2014年2月、アダプティブ・プランニング（旧名）はアダプティブ・インサイツへと社名変更を発表し、同時に製品の大幅な刷新を行っている。

## 製品とサービス
アダプティブ・インサイツの提供するCPMサービスは、すべてインターネット経由で提供されるクラウドコンピューティングモデルである。そのサービスは、「Adaptive Suite」としてスイート製品の形で提供されており、構成される製品に「Adaptive Planning」「Adaptive Discovery」「Adaptive Consolidation」「Adaptive Reporting」「Adaptive Integration」などが存在する。
製品は1年に3回無償でバージョンアップ（機能追加）されるため、顧客は追加コストなしに新機能を利用できるようになる。
SlideShareへのリンク：　http://www.slideshare.net/shinochika/adaptive-insights-52386996/
YouTUBEへのリンク：　https://www.youtube.com/user/adaptiveplanning/
Facebookアカウント： https://www.facebook.com/AdaptiveInsightsJP/